# 韦斯图斯马尔穆捷
韦斯图斯马尔穆捷（法語：Westhouse-Marmoutier，法語發音：[vɛstuz maʁmutje] ⓘ）是法国下莱茵省的一个市镇，属于萨韦尔讷区。 

## 地理
韦斯图斯马尔穆捷（48°41'9"N, 7°26'58"E）面积3.96 平方千米，位于法国大東部大區下莱茵省，该省份为法国大陆部分最东部的省份，是阿尔萨斯的一部分，今与上莱茵省组成了阿尔萨斯欧洲集体，其南至上莱茵省，西南接孚日省和默尔特-摩泽尔省，西接摩泽尔省，北与德国接壤，东侧沿莱茵河与德国相望。
与韦斯图斯马尔穆捷接壤的市镇（或旧市镇、城区）包括：热泰尔斯维莱、克兰戈埃夫、克讷尔赛姆、朗代尔桑、洛克维莱、梅诺尔赛姆、勒唐布尔、泽南。
韦斯图斯马尔穆捷的时区为UTC+01:00、UTC+02:00（夏令时）。

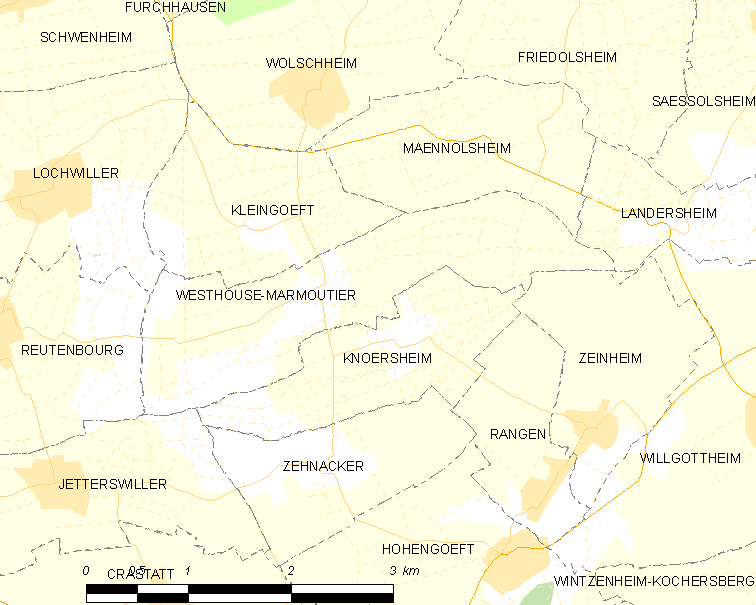
韦斯图斯马尔穆捷的OSM定位图

## 行政
韦斯图斯马尔穆捷的邮政编码为67440，INSEE市镇编码为67527。

## 政治
韦斯图斯马尔穆捷所属的省级选区为萨韦尔讷县。

## 人口

1962-2008年间韦斯图斯马尔穆捷人口变化图示

韦斯图斯马尔穆捷于2022年1月1日时的人口数量为360人。